# Frank Ordenewitz
Frank Ordenewitz (Bad Fallingbostel, 1965. március 25. –) német válogatott labdarúgó.

## Nemzeti válogatott
A nyugat-német válogatottban 2 mérkőzést játszott.

## Statisztika
| Német válogatott | Német válogatott | Német válogatott |
| Időszak          | Mérk.            | gól              |
| ---------------- | ---------------- | ---------------- |
| 1987             | 2                | 0                |
| Összesen         | 2                | 0                |